# Gustavo Jiménez Saldías
Gustavo Adolfo Jiménez Saldías (Cerro de Pasco, 5 de abril de 1886-Paiján, La Libertad; 14 de marzo de 1933) apodado El Zorro, fue un militar y político peruano que ocupó brevemente la Presidencia del Perú encabezando una Junta Transitoria de Gobierno, en marzo de 1931. Luego se sublevó contra el gobierno constitucional de Luis Miguel Sánchez Cerro y se proclamó en Cajamarca Jefe Supremo del Perú (11 de marzo de 1933) pero fue derrotado y apresado. Según la versión oficial del gobierno de entonces se suicidó disparándose con su revólver.

## Biografía
Tras culminar su educación secundaria en 1902, pasó a la Escuela Militar de Chorrillos, de donde egresó como alférez de caballería en 1908. Ya con el grado de teniente coronel y ejerciendo como segundo jefe de un batallón que guarnecía el cuartel de Santa Catalina, se retiró del servicio al ocurrir el golpe de Estado que llevó a Augusto B. Leguía al poder en 1919. Participó entonces en diversas conspiraciones contra el régimen, hasta que fue apresado y confinado en la isla Taquile, en el lago Titicaca, permaneciendo allí diez meses. Luego pasó desterrado a Bolivia, pero volvió clandestinamente al Perú en 1924 y, sorprendido en Cuzco, fue apresado y enviado a la isla San Lorenzo, frente al Callao. Puesto en libertad el 27 de noviembre de 1927, permaneció en Lima y se vio obligado a realizar trabajos humildes para sobrevivir. 
Al producirse en Arequipa el golpe militar del comandante Luis Miguel Sánchez Cerro (22 de agosto de 1930), viajó a esa ciudad para presentar su adhesión al caudillo. De vuelta en Lima formó parte de la Junta Militar de Gobierno encabezada por el mismo Sánchez Cerro, asumiendo la cartera de Gobierno. Al reorganizarse dicha Junta el 24 de noviembre de ese año, fue separado de ella, y poco después fue nombrado jefe de las fuerzas destinadas a sofocar un nuevo movimiento revolucionario iniciado en Arequipa en febrero de 1931. Partió hacia el sur con nutrida tropa embarcada en los buques de la armada Rímac y Apurímac, pero retornó al Callao al enterarse de que había renunciado Sánchez Cerro el día 1 de marzo. Al entrar en Lima encontró instalada una Junta Transitoria presidida por el presidente de la Corte Suprema Ricardo Leoncio Elías, a quien obligó a renunciar a su favor; acto seguido conformó otra Junta Transitoria, presidida por él mismo (5 de marzo).
Los revolucionarios de Arequipa no acataron la Junta de Jiménez y obligaron a este a transigir. Luego de dos días de conversaciones se acordó instalar en la capital una nueva Junta Nacional de Gobierno, constituida con elementos representativos de las diversas regiones del país, con la presidencia del apurimeño David Samanez Ocampo y con Jiménez como Ministro de Guerra (11 de marzo de 1931). Con dicho cargo, afrontó personalmente un motín en el cuartel de Santa Catalina. La misión de esta Junta era convocar a elecciones para Presidente de la República y para un Congreso Constituyente; en tal sentido Jiménez favoreció la adopción del voto secreto y obligatorio, y otorgó iguales garantías a los partidos que disputaron las elecciones generales. En estas triunfó Sánchez Cerro sobre Víctor Raúl Haya de la Torre, el líder de los apristas, quienes tacharon de fraudulento al proceso electoral.

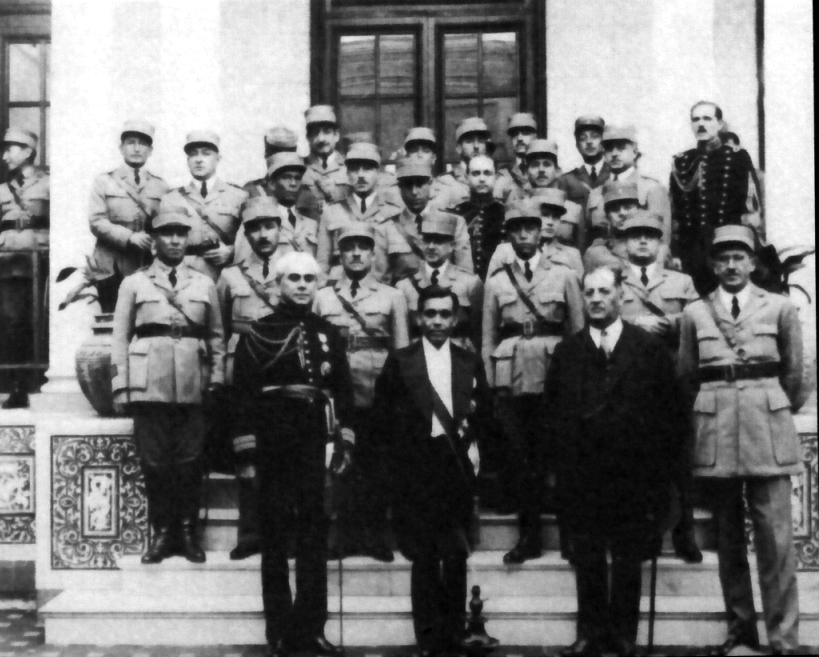
El comandante Luis Sánchez Cerro y su gabinete de gobierno, 1931.

Cuando Sánchez Cerro asumió la presidencia de la República, Jiménez pasó a la oposición y se trasladó a Arica, donde entró en tratos con dirigentes apristas. Luego de la revolución aprista de Trujillo de 1932 (en la que no participó) reapareció en Cajamarca emitiendo un pronunciamiento contra el gobierno y proclamándose Jefe Supremo Político y Militar de la República (11 de marzo de 1933); pero al quedar aislado en dicha ciudad optó por marchar hacia la costa, rumbo a Trujillo, para extender el fervor revolucionario.
Por entonces el Perú se hallaba en pleno conflicto internacional con Colombia por lo que los rebeldes fueron considerados traidores de la patria. Falto de apoyo y con notoria inferioridad de fuerzas, Jiménez se enfrentó a las tropas gobiernistas en la localidad liberteña de Paiján, donde fue derrotado. Según la versión de sus captores (corroborado por el protocolo de autopsia) para evitar ser apresado optó por suicidarse, disparándose un tiro en la cabeza. De haber conservado la vida hubiera sido fusilado. Menos de un mes después sería asesinado el presidente Sánchez Cerro.

Los amigos y partidarios que tuvo Gustavo Jiménez no se ocuparon de recordarle en un libro o con un folleto. No dejó familia poderosa, ni hubo alrededor de su figura (como ha ocurrido con otras) un clan, una camarilla, una secta o un partido, o siquiera un amigo tenaz que se dedicaran a honrar su memoria. Ha quedado como uno de los tantos personajes olvidados de la historia del Perú. Ha podido alguien pensar que ésta, en los años siguientes al encuentro de Paiján, habría sido mucho más tormentosa si Jiménez escapa con vida de dicha aventura. La imagen de un militar turbulento puede suscitar escasa simpatía en algunos. Pero, al lado de esta temeraria aventura cuando el país enfrentaba un grave conflicto internacional, Jiménez exhibe ante la historia su tenaz rebeldía contra Leguía en la que hay valor cívico y pulcritud moral, su esfuerzo para darle al Perú el primer Estatuto electoral limpio en más de cien años de vida independiente, su espíritu de sacrificio, su honradez.
Jorge Basadre: Historia de la República del Perú, tomo 13, p. 3253.